# Rosa gymnocarpa
Rosa gymnocarpa — вид рослин з родини розових (Rosaceae); поширений на заході Північної Америки від півдня Британської Колумбії до Каліфорнії.

## Опис

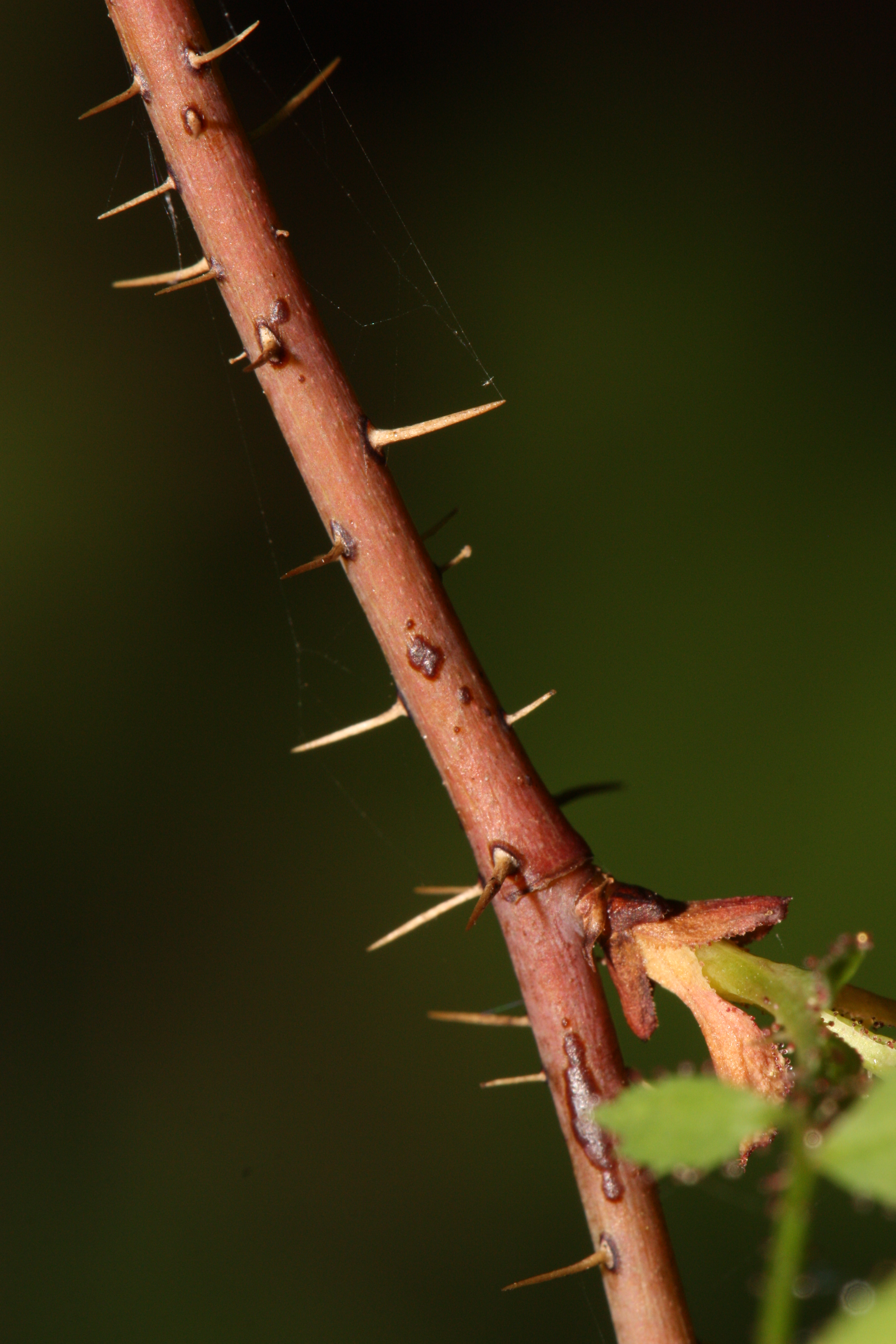
гілка з шипами

Кущ чи напівчагарник, як правило, нещільно скупчений. Стебла прямовисні, іноді розлогі, тонкі, (1)3–15(25) дм, рідко або густо гіллясті. Кора  іноді сиза, з віком червонувато-бура, гола. Підприлисткових колючок 0–2, прямовисні, шилоподібні, 2–8(10) × 1.5 мм; міжвузлові колючки подібні або менші, від рідких до щільних, іноді відсутні на дистальних стеблах, змішані зі шпильками, основа кругла в перерізі. Листки (2)4–10(17) см. Прилистки 5–15 × 2–5 мм. Ніжки й ребра листків з колючками, голі, рідко дрібно запушені, розсіяно залозисті. Листочків 5–9(11); ніжки (2)5–12(20) мм; пластинки від еліптичних до зворотно-яйцюватих або від яйцюватих до майже кулястих, (4)10–40(60) × (4)10–20(40)  мм, поля зубчасті, верхівка тупа, іноді майже гостра, округла або зрізана, низ блідо-зелений, голий, верх зелений, тьмяний, голий. Суцвіття — зазвичай 1–3-квітковий щиток, рідше — багатоквітковий канделябр. Квітконіжки прямовисні, тонкі, 10–25(35) мм, голі, ніжково-залозисті. Квітки діаметром 1.5–3 см. Чашолистки від висхідних до завернутих, ланцетні, 5–10 × 2–3 мм, кінчик 0.1–5 × 1 мм, краї цілісні. Пелюстки поодинокі, насичено рожеві, 8–15 × 6–13 мм. Плоди шипшини яскраво-червоні, неправильно еліпсоїдні або еліпсоїдні майже до кулястих,  7–15 × 5–13 мм, м'ясисті, голі, незалозисті, шийка 0–2 × 1.5–2.5 мм; чашолистики опадні. Сім'янки в числі (1)4–10(12), від кремового до блідо-коричневого кольору, (3)4.5–7 × 2–4 мм.

## Поширення
Поширений на півдні Британської Колумбії (Канада) й у штатах Айдахо, пн.-зх. Монтана, Орегон, Вашингтон, Каліфорнія (США).